# بارونی هیل
بارونی هیل (به انگلیسی: Baruni Hill) یک کوه در هند است که در مانیپور واقع شده‌است.